# Muzeum Regionalne w Woli Osowińskiej
Muzeum Regionalne w Woli Osowińskiej – muzeum regionalne na terenie Woli Osowińskiej prezentujące jej historię oraz jak pracowali i spędzali czas mieszkańcy wsi i okolic. Muzeum w 1977 roku założył Wacław Tuwalski – ówczesny prezes Towarzystwa Regionalnego w Woli Osowińskiej.

## Historia muzeum
W 1977 roku powstało Towarzystwa Regionalnego w Woli Osowińskiej. W związku z tym, prezes Towarzystwa – Wacław Tuwalski, wraz z innymi członkami oraz z młodzieżą szkolną zaczęli gromadzić eksponaty do mającego powstać muzeum. Zbierano m.in.: dawne narzędzia wykorzystywane w gospodarstwie i w kuchni, wyposażenie wnętrz dawnych domów. Gromadzono nie tylko eksponaty materialne, ale też nagrania i zapisy dawnych pieśni z Woli Osowińskiej i okolic, relacje starszych mieszkańców na temat przeżyć z okresu II wojny światowej, pracy we dworze, obrzędów ludowych.
W historii muzeum regionalnego były okresy, kiedy częściowo albo całkowicie była przerywana jego praca z powodu braku lokalu. Taka sytuacja zaistniała w roku 1987, ponieważ do budynku powróciła Szkoła Podstawowa. Przyczyną wprowadzenia się placówki, było to, iż dotychczasowa jej siedziba – zabytkowy pałac zaczął się rozpadać, co stanowiło realne zagrożenia dla całej społeczności szkolnej. Muzeum wznowiło swoją działalność dopiero w 1995 roku i od tamtej pory prowadzi ją nieprzerwanie.

## Historia budynku muzeum
Budynek obecnego Muzeum Regionalnego powstał w latach 1934–1935 całkowicie społecznie. Został on wzniesiony dla potrzeb Szkoły Powszechnej w Woli Osowińskiej, która funkcjonowała tutaj do 1949 r., ale potem wielokrotnie powracała z powodu braków lokalowych. Całe przedsięwzięcie związane z budową organizowali Wacław Tuwalski – długoletni kierownik Szkoły Podstawowej w Woli Osowińskiej (1932–1973), założyciel Muzeum Regionalnego, prezes Towarzystwa Regionalnego w Woli Osowińskiej (1977–1995); oraz ks. Zdzisław Rybak – proboszcz parafii Narodzenia Najświętszej Maryi Panny w Woli Osowińskiej (1932–1935). W budynku, oprócz szkoły, od lat 50. do drugiej połowy lat 60. znajdowała się Gromadzka Rada Narodowa. Od 1976 r. do wczesnych lat XXI wieku miał swoją siedzibę również  Gminny Ośrodek Kultury, a jeszcze wcześniej Klub Rolnika. Od tamtych lat znajduje się tu tylko Muzeum Regionalne.

## Ekspozycja muzealna
Ekspozycja Muzeum Regionalnego w Woli Osowińskiej znajduje się w sześciu salach:
- Sień

W tym pomieszczeniu wyeksponowano narzędzia używane w dawnym gospodarstwie;
- Sala poświęcona tkactwu

Tą salę poświęcono całkowicie tkactwu;
- Wystawa historyczna

Wystawa ukazująca historię lokalną na tle historii narodowej
- Kuchnia

Ukazano tu dawną kuchnię;
- Izba

Ukazano tu również dawny pokój;
- Kancelaria szkolna

W najmniejszym pomieszczeniu ukazano kancelarię szkolną, eksponaty tego pomieszczenia ukazują pracę Wacława Tuwalskiego.

## Muzeum obecnie
Obecnie muzeum jest doposażane, a także udostępniane społecznie. Oznacza to że wszystkie rzeczy gromadzone w muzeum trafiają do niego od darczyńców, a zwiedzający nie wnoszą żadnej opłaty za jego zwiedzanie. Dwa razy do roku – jesienią i wiosną w Woli Osowińskiej m.in. w pomieszczeniach muzealnych odbywają się Pokazy ginących zawodów i umiejętności. Porządek w muzeum zachowują pod okiem prezesa Towarzystwa Regionalnego – Krystyny Kożuch oraz opiekuna muzeum – Grażyny Listosz, uczniowie z lokalnego gimnazjum.